# Kalophrynus orangensis
Kalophrynus orangensis es una especie de anfibio anuro de la familia Microhylidae.

## Distribución geográfica
Esta especie se encuentra en Bangladés y la India en los estados de Assam y Bengala Occidental.

## Descripción
Los machos miden de 36 a 38 mm y las hembras de 35 a 38 mm.

## Etimología
El nombre de su especie, compuesto por orang y el sufijo latín -ensis, significa "que vive, que habita", y le fue dado en referencia al lugar de su descubrimiento, el Parque nacional de Orang.

## Publicación original
- Dutta, Ahmed & Das, 2000 : Kalophrynus (Anura: Microhylidae), a new genus for India, with the description of a new species, Kalophrynus orangensis, from Assam State. Hamadryad, vol. 25, p. 67-74.[6]